# Екабсонс, Эрикс
Эрикс Екабсонс (латыш. Ēriks Jēkabsons; род. 3 апреля 1959 года, Рига) — латвийский государственный деятель. Министр внутренних дел Латвии (2004—2005 гг).

## Образование
- Рижский профессионально-техническое училище, плотник.
- Латвийский государственный институт физической культуры.
- Лютеранская семинария (1986 год)
- Чикагский университет, магистр в области теологии

## Биография
В 1978—1980 годах служил в рядах Советской армии.
В 1983 году крещён и с тех пор начал играть активную роль в жизни лютеранской церкви. В 1986 году рукоположён в пасторы. Служил в Межапарке, Катлакалнсе и в Олайне.
Через год его деятельностью заинтересовался Комитет государственной безопасности СССР, и он был вынужден вместе с семьей покинуть СССР и был лишён советского гражданства.
Жил, учился и работал в США. В течение 13 лет работал в качестве лютеранского пастора. Читал лекции в колледжах и университетах, а также на телевидении. Он является автором многочисленных публикаций в США в латвийской англоязычной прессе.
В 2001 году вернулся в Латвию и основал Латвийскую общественную организацию «Духовное возрождение Латвии». 25 мая 2002 года на конгрессе Латвийской первой партии был избран её председателем. От этой партии был избран в Восьмой Сейм Латвии, в котором был вице-спикером, а также работал в ряде комитетов и рабочих групп.
В 2004—2005 годах — Министр внутренних дел Латвии.